# Agustín Silva
Agustín Silva (Bragado, 28 giugno 1989) è un calciatore argentino, portiere svincolato.